# Christian Obodo
Christian Udubuesi Obodo (* 11. Mai 1984 in Lagos) ist ein nigerianischer ehemaliger Fußballspieler, er spielt auf der Position eines Mittelfeldspielers.

## Karriere

### Verein
Obodo wechselte in der Saison 2001/02 vom relativ unbekannten nigerianischen Verein Plateau United zum italienischen Serie-A-Verein AC Perugia. In seiner zweiten Spielzeit in Perugia schaffte der Nigerianer den Sprung in die Stammformation. Zur Saison 2004/05 wechselte Obodo dann zur AC Florenz, wo er auf Anhieb zu den Leistungsträgern gehörte. Da die Fiorentina nur die Hälfte der Rechte an Obodo besaß und Perugia die andere, mussten sich die beiden Vereine am Ende der Saison über Obodos Verbleib einig werden. Perugia bekam zwar den Zuschlag, verkaufte ihn aber sofort wieder an seinem aktuellen Verein Udinese Calcio, wo er in den ersten beiden Saisons regelmäßig zum Einsatz kam. In der dritten Saison, 2007/08, kam er jedoch nur auf einen Einsatz. Auch in der Saison 2008/09 war er nur Ergänzungsspieler. Danach führte ihn seine Karriere in etliche Länder: nach Belarus, Portugal und Griechenland sowie nach Rumänien. Nachdem er 2017 in Smyrnis den Verein veließ, war er nicht mehr bei Vereinen auffindbar. Im Januar 2024 erschien er auf der Spielerliste des Achtligisten Nuova Osoppo im Friaul.

### Nationalmannschaft
Der Nigerianer bestritt 23 Spiele für seine Nationalmannschaft. Sein Debüt gab er im Jahr 2003 gegen Brasilien. Sein erstes Tor erzielte er beim 5:2-Sieg über Algerien in der Qualifikation zur WM 2006.

## Erfolge
- Dritter Platz bei der Fußball-Afrikameisterschaft 2006 (4 Einsätze 1/Tor)

## Privates
Am Morgen des 9. Juni 2012 wurde Obodo aus seiner nigerianischen Heimatstadt Warri entführt. Die Entführer forderten darauf umgerechnet 150.000 Euro Lösegeld. Am 11. Juni 2012 wurde Obodo von einem Sonderkommando befreit und fünf tatverdächtige Entführer wurden verhaftet.